# سيموني لو فاسو
سيموني لو فاسو (بالإيطالية: Simone Lo Faso)‏ (18 فبراير 1998 بباليرمو في إيطاليا - ) هو لاعب كرة قدم إيطالي في مركز الهجوم. لعب مع نادي باليرمو.

## وصلات خارجية
- سيموني لو فاسو على موقع الاتحاد الأوربي (الإنجليزية)
- سيموني لو فاسو على موقع قاعدة بيانات كرة القدم.إي يو (الإنجليزية)
- سيموني لو فاسو على موقع بيانات كرة القدم. دي إي (الألمانية)
- سيموني لو فاسو على موقع Soccerbase.com (لاعب) (الإنجليزية)
- سيموني لو فاسو على موقع Soccerway.com (الإنجليزية)
- سيموني لو فاسو على موقع عالم كرة القدم.نت (الإنجليزية)
- سيموني لو فاسو على موقع AS.com (الإسبانية)